# Piper punctulantherum
Piper punctulantherum är en pepparväxtart som beskrevs av C. Dc.. Piper punctulantherum ingår i släktet Piper och familjen pepparväxter. Inga underarter finns listade i Catalogue of Life.